# Bryconaethiops boulengeri
Bryconaethiops boulengeri е вид лъчеперка от семейство Alestidae. Видът не е застрашен от изчезване.

## Разпространение и местообитание
Разпространен е в Демократична република Конго, Замбия, Камерун и Централноафриканска република.
Обитава сладководни басейни, реки и канали.

## Описание
На дължина достигат до 25 cm.